# Glaresis fritzi
Glaresis fritzi is een keversoort uit de familie Glaresidae. De wetenschappelijke naam van de soort is voor het eerst geldig gepubliceerd in 1961 door Martinez & Pereira & Vulcano.